# Caccobius unicornis
Caccobius unicornis là một loài bọ cánh cứng trong họ Bọ hung (Scarabaeidae).